# Schnipperinger Mühle
Schnipperinger Mühle ist eine Ortschaft von Wipperfürth im Oberbergischen Kreis im Regierungsbezirk Köln in Nordrhein-Westfalen (Deutschland).

## Lage und Beschreibung
Die Schnipperinger Mühle liegt im südöstlichen Wipperfürth am Fluss Lindlarer Sülz an der Stadtgrenze zu Marienheide. Die Ortschaft ist über eine Zufahrtsstraße erreichbar, die zwischen Dohrgaul und Kempershöhe (Marienheide) von der Kreisstraße K18 abzweigt und auch Oberholl und Benninghausen anbindet.
Nachbarorte sind Schnipperingen, Oberholl, Niederholl und Benninghausen.
Der Ort gehört zum Gemeindewahlbezirk 142 und damit zum Ortsteil Dohrgaul.

### Die Mühle
Die frühere Wassermühle ist heute ein Café bzw. ein Motorradtreff. (Siehe auch: Mühlen im Oberbergischen Land)

## Freizeit
Bei Schnipperinger Mühle befinden sich zwei Campingplätze sowie eine Wochenendsiedlung.

## Busverbindungen
Über die Haltestellen Dohrgaul und Mittelweg der Linien 333 und 399 (VRS/OVAG, Stand: 2010) ist Schnipperinger Mühle an den öffentlichen Personennahverkehr angebunden.